# Trollhättans simsällskap
Trollhättans simsällskap är en svensk idrottsförening som bildades 1933 i Trollhättan. Trollhättans simsällskap bedriver idag simundervisning inom babysim, simskola, crawlkurser och tävlingssimning med mera. Trollhättans simsällskap verksamheter bedrivs till största del på Älvhögsborg.
Den namnkunnigste simmare som har simmat för Trollhättans simsällskap är Erik Andersson som deltog på OS i Aten 2004.
Trollhättans simsällskap har arrangerat fyra svenska mästerskap: JSM 1974, Sum-sim 1998, 2001 och 2015.